# Comando de Aeródromo A (o) 22/VII
El Comando de Aeródromo A (o) 22/VII (Flieger-Horst-Kommandantur A (o) 22/VII) fue una unidad de la Luftwaffe durante la Segunda Guerra Mundial.

## Historia
Fue formado el 15 de junio de 1944 en Langendiebach, a partir del Comando de Aeródromo A (o) 6/XII. Fue disuelto el 5 de abril de 1945.

## Comandantes
- Mayor Julius Liebrecht – (15 de junio de 1944 – 30 de agosto de 1944)
- Mayor Erwin Jöstling – (30 de agosto de 1944 – 5 de abril de 1945)

## Servicios
- junio de 1944 – abril de 1945: en Langendiebach bajo el Comando de Base Aérea 13/VII.

## Orden de Batalla

### Unidades adheridas
- Comando de Pista de Aterrizaje Gelnhausen
- Comando de Pista de Aterrizaje Zellhausen (en septiembre de 1944)